# Zuzwil (Berna)
Zuzwil és un municipi del cantó de Berna (Suïssa), situat a l'antic districte de Fraubrunnen i a l'actual districte administratiu de Berna-Mittelland.